# Friula wallacei
Genre
Espèce
Friula wallacei, unique représentant du genre Friula, est une espèce d'araignées aranéomorphes de la famille des Araneidae.

## Distribution
Cette espèce est endémique de Bornéo.

## Étymologie
Cette espèce est nommée en l'honneur d'Alfred Russel Wallace.

## Publication originale
- O. Pickard-Cambridge, 1897 : On some new and little-known spiders (Araneidae). Proceedings of the Zoological Society of London, vol. 1896, p. 1006-1012 (texte intégral).